# Pola Kuleczka
Pola Maria Kuleczka – polska historyk, dr hab. nauk humanistycznych, profesor uczelni Instytutu Pedagogiki Wydziału Pedagogiki, Psychologii i Socjologii Uniwersytetu Zielonogórskiego.

## Życiorys
W 1989 obroniła pracę doktorską Tatry w literaturze polskiej dla dzieci i młodzieży do roku 1939, 20 lutego 2001 habilitowała się na podstawie pracy zatytułowanej Bohdan Dyakowski. Monografia literackiej twórczości popularyzatora wiedzy o przyrodzie. Została zatrudniona na stanowisku profesora w Instytucie Pedagogiki i Psychologii na Wydziale Nauk Pedagogicznych i Społecznych Uniwersytetu Zielonogórskiego.
Była profesorem nadzwyczajnym w Zakładzie Edukacji Wczesnoszkolnej i Historii Wychowania na Wydziale Pedagogiki, Socjologii i Nauk o Zdrowiu Uniwersytetu Zielonogórskiego i w Instytucie Administracji i Turystyki Państwowej Wyższej Szkole Zawodowej w Sulechowie i kierownikiem w Zakładzie Historii Wychowania i Nauk Pomocniczych Pedagogiki na Wydziale Pedagogiki, Socjologii i Nauk o Zdrowiu  Uniwersytetu Zielonogórskiego.
Jest profesorem uczelni Instytutu Pedagogiki Wydziału Pedagogiki, Psychologii i Socjologii Uniwersytetu Zielonogórskiego.